# Кикосовская
 Кикосовская  — деревня в Лузском муниципальном округе Кировской области.

## География
Расположена на расстоянии примерно 57 км на восток-юго-восток по прямой от города Луза на левобережье реки Луза.

## История
Известна с 1620 года как деревня Куковская или Кукосовская на 2 двора, в 1727 году 4 двора. В 1859 году (Кикосовская или Кузмино) дворов 14 и жителей 104, в 1926 (Кузьмино-Кикосовская) 47 и 207, в 1950 (снова Кикосовская) 42 и 140, в 1989 34 жителя. В советское время работал колхоз «Красный земледелец». С 2006 по 2012 года была в составе Грибошинского сельского поселения, с 2012 по 2020 год находилась в составе Папуловского сельского поселения.

## Население
Постоянное население составляло 14 человек (русские 100%) в 2002 году, 7 в 2010.